# Nelson Dingley
Nelson Dingley, född 15 februari 1832, död 13 januari 1899, var en amerikansk politiker.
Dingley var från 1856 tidningsman i födelsestaten Maine. Dingley deltog i sin stats politiska liv på det republikanska partiets sida och var 1874-76 guvernör och från 1881 medlem av representanthuset. Han nämn är knutet till den starkt protektionistiska Dingleytariffen av 1897.